# Skunksik plamisty
Skunksik plamisty, skunks plamisty (Spilogale putorius) – gatunek ssaka z rodziny skunksowatych (Mephitidae).

## Występowanie i biotop
Południowe prowincje kanadyjskie, Stany Zjednoczone (poza Alaską). Zamieszkuje pustynie, lasy, prerie oraz przedmieścia osad ludzkich.

## Charakterystyka ogólna
| Podstawowe dane         | Podstawowe dane  |
| ----------------------- | ---------------- |
| Długość ciała           | 32–46 cm         |
| Długość ogona           | 8–16 cm          |
| Masa ciała              | 125–200 g        |
| Dojrzałość płciowa      | w 152 dniu życia |
| Ciąża                   | 31 dni           |
| Liczba młodych w miocie | 4-7              |
| Długość życia           | do 10 lat        |

### Wygląd
Sierść koloru czarnego z poziomymi, białymi pasami na karku i barkach, na bokach ciała białe plamy i ukośne pasy. Sierść jest najdłuższa na ogonie a najkrótsza na głowie. Ogon puszysty o białym końcu.

### Tryb życia
Skunksiki plamiste żyją pojedynczo, często w opuszczonych norach. Są aktywne głównie nocą, rzadko widuje się je w dzień. Żyją osobno, tylko w czasie godów samiec i samica przebywają razem ze sobą. Rozród odbywa się na przełomie kwietnia i maja. Samica rodzi 4-7 młodych o masie ok. 10 g. Okres laktacji trwa 6-7 tygodni. Przez całe lato, młode podążają za matką.
Skunksiki plamiste są wszystkożerne. Zjadają drobne ssaki, jaja ptasie, gady, płazy i owady. Nie gardzą też pokarmem roślinnym.
W razie zagrożenia wydzielają z gruczołów żółtawą, oleistą wydzielinę, która może zostać rozpryskana w 5-6 porcjach. Unosi ogon i wystrzeliwuje wydzielinę na odległość 3-5 metrów. Okropny i długo utrzymujący się zapach można wyczuć z odległości 1 km. Jeżeli wydzielina trafi w oczy napastnika, powoduje dotkliwy ból i okresową ślepotę. Często jednak spotkanie skunksa z napastnikiem kończy się na ucieczce tego drugiego, bez konieczności użycia cuchnącej wydzieliny.

## Znaczenie
Do naturalnych wrogów skunksika należy puchacz wirginijski. Sporadycznie polują na nie wilki, kojoty czy lisy, a także ptaki drapieżne. Ludzie polują na skunksiki dla pozyskania skór, a także dla sportu.

## Zagrożenie i ochrona
W Czerwonej księdze gatunków zagrożonych Międzynarodowej Unii Ochrony Przyrody i Jej Zasobów został zaliczony do kategorii niskiego ryzyka LC.